# Фебрес-Кордеро, Франсиско
Франсиско Фебрес-Кордеро Муньос (исп. Francisco Febres-Cordero Muñóz), в монашестве Михаил (брат Мигель, исп. Miguel; 7 ноября 1854[…], Куэнка — 12 февраля 1910[…], Премия-де-Мар, Каталония) — святой Римско-католической церкви, монах, член конгрегации Братьев христианских школ (F.S.C.).

## Биография
Франсиско Фебрес-Кордеро-Муньос родился в Куэнке. В 1864 году поступил в школу конгрегации Братьев христианских школ, или ласаллианцев. Достигнув совершеннолетия и преодолев сопротивление со стороны родителей, вступил в конгрегацию Братьев христианских школ. Стал послушником 24 марта 1868 года и принял новое имя Михаил.
Зарекомендовал себя как талантливый педагог. В 1875 году опубликовал новый учебник испанского языка, который вскоре стал использоваться в школах по всей стране. Он также является автором книг по литературе и лингвистике, которые в 1892 году принесли ему членство в Эквадорской академии литературы, а затем в академиях Испании, Франции и Венесуэлы.
В 1907 году был отправлен в Бельгию, чтобы перевести учебники с испанского языка на французский для ласаллианцев, которые были изгнаны из Франции. В 1909 году он был переведён в дом конгрегации в Премиа-де-Мар в Испании, чтобы поправить пошатнувшееся здоровье. Здесь курировал эвакуацию своих подопечных из новициата в Барселону во время возникших гражданских беспорядков. Вскоре после этого заболел воспалением лёгких и умер в Премиа-де-Мар.

## Почитание
Беатифицирован 30 октября 1977 года папой Павлом VI. Канонизирован 21 октября 1984 папой Иоанном Павлом II. Мощи находятся в церкви его имени в Кито.